# 許展瑞
許展瑞（英語：Rays Hsu，1988年2月3日—）出生於台灣台北，台灣男演員、歌手、藝人、YouTuber，大學期間休學後，在海軍陸戰隊服役後退伍，前往美國舊金山留學，爾後創立YouTube頻道，與雙胞胎哥哥許展榮一同創辦這群人。在網路團體這群人TGOP擔任副團長、導演、編劇、演員。
2014年以「三個人」名稱推出音樂單曲《皮在癢》，首度跨足歌手身分，2021年，與哥哥許展榮正式簽約華納音樂，並推出《十分鐘的戀愛》、《夏夜晚風》、《愛》、《魯冰花》等歌曲。近年也持續跨足影視界，包含電影客串、網路節目主持、詞曲創作。
2020年，因為疫情，在Facebook上發起《不用見面我們也能打成一片》fight challenge挑戰，邀請超過40位跨界好友共同串聯，吸引超過350萬觀看。
2023年發行原創歌曲《給我你的愛》、《生日快樂死》。
2024年受邀與中國娃娃推出單曲《SisterSister》。
2024年與中國娃娃推出單曲《好熱》

## 發展
- 2011年8月3日與當時成員於YouTube頻道「這群人TGOP」正式發表第一支影片並正式出道。
- 2014年與成員許展榮、鄭茵聲組成「三個人」發行單曲《皮在癢》；並於同年參與電視劇《一代新兵之八極少年》演出。[3]
- 2017年，與哥哥創立「展榮展瑞 K.R Bros」YouTube頻道。
- 2017年，與雙胞胎哥哥許展榮、鄭茵聲參與《表情符號電影》配音。
- 2019年參與電影《一吻定情》飾演阿銀。[4]
- 2019年，所屬團體頻道突破300萬訂閱，該頻道為當時全台灣最高訂閱數之YouTube頻道。[5]
- 2020年，以「Monday」的名字創作歌詞，並為歌手田馥甄專輯歌曲《田》共同作詞，該曲收錄於2020專輯《無人知曉》中；[6]同年，再度以作詞人身分為歌手劉以豪創作《走吧走吧》[7]，該曲目前收錄於《U》中。
- 2023年，獨立創立「瑞瑞哩程碑 Rays Miles」YouTube頻道。

## 音樂作品
| 年份 | 歌曲名稱               | 合作藝人                   | 備註                                                                          |
| 2014 | 《皮在癢》             | 許展榮、鄭茵聲             | 為與許展榮、鄭茵聲共組團體《三個人》作品                                      |
| 2015 | 《鴛鴦大盜之分手快樂》 | 這群人TGOP                 |                                                                               |
| 2016 | 《這是我》             | 許展榮、鄭茵聲             | 為與許展榮、鄭茵聲共組團體《三個人》作品                                      |
| 2018 | 《閃退》               | 許展榮                     |                                                                               |
| 2018 | 《卡關》               | 許展榮、鄭茵聲             | 為與許展榮、鄭茵聲共組團體《三個人》作品                                      |
| 2019 | 《夜式人生》           | 許展榮                     |                                                                               |
| 2019 | 《乾脆放手》           | 許展榮                     |                                                                               |
| 2019 | 《掌控對決》           | 許展榮                     |                                                                               |
| 2019 | 《安靜了太久》         | 許展榮                     | 《藍波：最後一滴血》中文宣傳曲                                                |
| 2019 | 《愛瘋狂》             | 許展榮、玖壹壹洋蔥、邱鋒澤 | Gina客串MV                                                                    |
| 2020 | 《做到死》             | 這群人TGOP                 | 為這群人十週年紀念EP《共同記憶體》中的主打歌                                  |
| 2020 | 《十年的我》           | 這群人TGOP                 | 為這群人十週年紀念EP《共同記憶體》中收錄曲目                                  |
| 2021 | 《十分鐘的戀愛》       | 許展榮                     | 重新詮釋 ASOS（大Ｓ、小Ｓ）經典歌曲                                           |
| 2021 | 《夏夜晚風》           | 許展榮                     | 重新詮釋伍佰&china blue經典歌曲                                               |
| 2021 | 《愛》                 | 許展榮                     | 重新詮釋小虎隊經典歌曲                                                        |
| 2022 | 《魯冰花》             | RĒD°芮德、許展榮           | 華納音樂×好萊塢視效團隊「Digital Domain」2022年末鉅獻特別企劃《2022 NANA JUMP |
| 2023 | 《給我你的愛》         | 許展榮                     | 此為原創歌曲                                                                  |
| 2023 | 《生日快樂死》         | 許展榮                     | 此為原創歌曲                                                                  |

## 電視劇作品
| 年份 | 電視劇名稱             | 擔任角色 |
| 2014 | 《一代新兵之八極少年》 | 林在天   |

## 電影作品
| 年份 | 電影名稱     | 擔任角色          |
| 2016 | 《銷售奇姬》 | Gucci             |
| 2019 | 《一吻定情》 | 阿銀-阿金的好兄弟 |
| 2024 | 《八戒》     | 銀角              |

## 歌曲廣告作品
| 年份 | 作品名稱                               |
| 2016 | 《再會油頭路x再會中港路》ft.海倫仙度絲 |
| 2017 | 《癡情去油哥》ft.海倫仙度絲            |
| 2018 | 《閃退你的油頭》ft.海倫仙度絲          |
| 2021 | 《雪碧 @無渴不爽》                     |
| 2022 | 《給我你的愛》ft.中祥餅乾              |

## 獎項&事蹟
- 2014年5月，與雙胞胎哥哥許展榮、鄭茵聲共組團體《三個人》發表單曲「皮在癢」，並在當時創下3天內破10萬點閱的紀錄。
- 2017年，與 許展榮、鄭茵聲受邀為《表情符號電影》角色配音。
- 2018年，與雙胞胎哥哥許展榮參加《首爾時裝周》，被韓國攝影師Hugo Lee邀請拍照，Hugo Lee事後也將此照片在IG發表。[8]
- 2018年12月8日，與哥哥許展榮受到服裝品牌JUST IN XX設計師周裕穎邀請，登上《台北時裝周》擔任模特兒。[9]
- 2019年1月5日，所屬團體《三個人》參加《2019超級巨星紅白藝能大賞》，首次登上小巨蛋舞台。[10]
- 2019年10月，與哥哥許展榮受邀參加《2019臺北時裝週》[10]
- 2019年，展榮展瑞獲選為《BEAUTY大美人》8月號封面人物。
- 2019年，威爾史密斯來台宣傳電影雙子殺手，展榮展瑞受邀接待威爾史密斯到寧夏夜市遊玩。
- 2020年入選Gen.T《亞洲新銳先鋒》，為該獎項中首次以YouTuber身分入選的入榜者
- 2022年，展榮展瑞獲選為《My Plus加分誌》4月號封面人物
- 2023年，與哥哥許展榮擔任床的世界的代言人
- 2024年，參演MyVideo 實境節目「這群人在旅行」
- 2024年，獲選Tatler 《2024 Asia's Most Stylish 亞洲風格人士》

#### 綜藝節目
- 2024年 台視主頻 ,八大綜合台,Netflix《嗨！營業中第四季》

## 詞曲創作
- 〈走吧走吧〉，演唱：劉以豪／詞曲：Monday（許展瑞）、秦旭章／收錄於劉以豪2020年《U》EP中
- 〈田〉，演唱：田馥甄／詞：Monday (許展瑞)、秦旭章／曲：秦旭章／收錄於田馥甄2020年《無人知曉》專輯中